# Tèrmits fregits
Els tèrmits fregits, coneguts pel nom autòcton malawià «ngumbi», són un plat típic sobretot en la gastronomia de Malawi. Formen part de l'històric vessant entomòfag de la seva cultura culinària i hi són considerats com una exquisidesa. A més a més, també són una menja documentada i prou habitual en indrets de la República Democràtica del Congo, de la República Centreafricana, de Botswana, de Nigèria i de Kenya.
Tot i que sovint s'anomenen erròniament formigues fregides, de fet es tracta de tèrmits voladors pertanyents als gèneres Macrotermes, com ara l'espècie Macrotermes michaelseni, coneguda com a «malulila» i comestible al districte malawi de Balaka, o també Macrotermes natalensis i, a Nigèria, també Macrotermes nigeriensis. Puix que són pràcticament una plaga durant l'època plujosa malawiana, sobretot durant el mes de desembre, s'hi han convertit en un aliment habitual, assequible i molt valorat d'aquesta cultura.

## Preparació
La manera de cuinar-les és diversa, per bé que en la majoria casos implica arrencar les ales dels tèrmits i després cuinar-los fins als 150 °C durant uns minuts; tant a Malawi com en altres països també hi ha constància —menys comuna— de menjar-los crus. Tanmateix, en alguns indrets són bullits en aigua, en altres com a Kenya es deixen assecar al sol, o també es fan al vapor en fulles de bananer. Per bé que el tèrmit conté un percentatge elevat de greixos propis, és comú que a la RD del Congo o a la República Centreafricana se n'expremin els cossos i es fregeixin en el mateix oli que desprenen, sense perjudici que també hi hagi casos en què s'hi afegeix oli, mantega o mantega clarificada.
Pel fet de tractar-se d'un aliment fregit i ric en greixos, el govern de Malawi en recomana una disminució del consum per a aquelles persones amb obesitat i que pateixen o tenen risc de patir problemes cardiovasculars.